# Bałaszowe (obwód odeski)
Bałaszowe (ukr. Балашове) – wieś na Ukrainie, w obwodzie odeskim, w rejonie rozdzielniańskim, w hromadzie Zachariwka. W 2001 liczyła 119 mieszkańców.